# Ma vie de chat
Pour les articles homonymes, voir Nine Lives.
Pour plus de détails, voir Fiche technique et Distribution.
Ma vie de chat ou Les Neuf Vies de M. Boule-de-poil au Québec  (Nine Lives) est un film franco-chinois réalisé par Barry Sonnenfeld, sorti en 2016.

## Synopsis
Tom Brand est homme d’affaires, très pressé et ne pensant qu'à sa carrière. Il s'est même éloigné de sa femme Lara et de sa fille Rebecca. Pour l'anniversaire de sa fille, il décide de lui faire cadeau d'un chat, acquis auprès d'un étrange personnage. Après un violent accident, il tombe dans le coma et son esprit est à présent dans la tête de l'animal. Alors qu'il est confronté à ses erreurs passées et à une vie de quadrupède, il va essayer de se racheter auprès des personnes de son entourage.

## Fiche technique
Sauf indication contraire, les informations mentionnées dans cette section peuvent être confirmées par la base de données cinématographiques IMDb,  présente dans la section « Liens externes ».
- Titre anglophone : Nine Lives
- Titre français : Ma vie de chat
- Titre québécois : Les Neuf Vies de M. Boule-de-poil[1]
- Réalisation : Barry Sonnenfeld
- Scénario : Dan Antoniazzi et Ben Shiffrin
- Direction artistique : Jean-André Carrière
- Décors : Michael Wylie
- Costumes : Marylin Fitoussi
- Photographie : Karl Walter Lindenlaub
- Montage : David Zimmerman et Don Zimmerman
- Musique : Evgueni Galperine et Sacha Galperine
- Production : Lisa Ellzey

Producteurs délégués : Mark Gao, Claude Léger, Gregory Ouanhon et Jonathan Vanger
- Société de production : EuropaCorp et Fundamental Films (coproduction)
- Sociétés de distribution : EuropaCorp USA (États-Unis), EuropaCorp Distribution (France), VVS Films (Canada)
- Budget : 30 millions de dollars[2]
- Pays de production :  France,  Chine
- Langue originale : anglais
- Format : couleur - 35 mm -  1.85
:1 - son Dolby Digital
- Genre : comédie, fantastique
- Durée : 87 minutes
- Dates de sortie[3] :
  - France : 3 août 2016
  - États-Unis, Canada : 5 août 2016
  - Belgique : 10 août 2016

## Distribution
- Kevin Spacey (VF : Jérôme Keen ; VQ : Pierre Auger) : Tom Brand
- Jennifer Garner (VF : Laura Blanc ; VQ : Aline Pinsonneault) : Lara Brand
- Robbie Amell (VF : Donald Reignoux ; VQ : Gabriel Lessard) : David Brand
- Malina Weissman (VF : Clara Quilichini ; VQ : Marine Guérin) : Rebecca Brand
- Mark Consuelos (VF : Sylvain Agaësse ; VQ : Philippe Martin (acteur)) : Ian Cox
- Christopher Walken (VF : Bernard Tiphaine ; VQ : Jean-Luc Montminy) : Felix Purrkins
- Teddy Sears : Josh Myers
- Cheryl Hines (VF : Danièle Douet ; VQ : Hélène Mondoux) : Madison Camden
- Talitha Bateman : Nicole Camden
- Jay Patterson : Benson
- Brad Aldous : Lanky
- Serge Houde (VF : Benoît Allemane) : Stein
- Jewelle Blackman (VF : Nathalie Doudou) : Dr Cole

 Source et légende : version française (VF) sur RS Doublage

## Production

### Genèse et développement
En janvier 2015, Barry Sonnenfeld est annoncé à la réalisation du film.

### Attribution des rôles
Le 28 janvier 2015, Kevin Spacey rejoint la distribution. En mars 2015, Malina Weissman est annoncée au casting, puis Christopher Walken pour incarner Felix Purkins, le propriétaire d'une étrange animalerie. En avril 2015, c'est au tour de Jennifer Garner et Robbie Amell.

### Tournage
Le tournage débute à Montréal le 4 mai 2015.